# Râul Ticino
Râul Ticino (în germană Tessin; numele antic: Ticinus) este un afluent al Padului cu lungimea de 248 km, care curge din sudul Elveției (cantonul Ticino) spre  Italia de Nord. El are izvorul lângă trecătoarea Nufen la sud-vest de masivul Gotthard (46°28′30″N 8°25′0″E / 46.47500°N 8.41667°E). Râul traversează Bedrettotal, Leventina, Depresiunea Magadino, Lago Maggiore, Sesto Calende, Câmpia Padului lângă Pavia se varsă în Pad (45°8′29″N 9°14′5″E / 45.14139°N 9.23472°E). Râul Ticino are suprafața bazinului de colectare de 7.228 km². Afluenții săi principali sunt: Brenno, Moësa, Maggia, Toce. Pe cursul râului a avut loc probabil în 218 î.Hr. Bătălia de la Ticinus, o bătălie între romani și cartaginezii conduși de Hannibal.